# Sofia Ribeiro
Sofia Isabel dos Santos Ribeiro (født 1981 i Lissabon) er marinbiolog og professor i arktisk klimaevolution ved De Nationale Geologiske Undersøgelser for Danmark og Grønland (GEUS). Hun er oprindeligt fra Portugal, men flyttede til Danmark i 2008 for at tage en ph.d.-grad.

## Uddannelse
Sofia Ribeiro gik på gymnasiet Escola Secundária Anselmo de Andrade i Portugual. Hun har en grad i biologi fra Lissabon Universitet, hvor hun gik fra 1999 til 2004.[kilde mangler] I 2008 flyttede hun til Danmark for at tage en ph.d.-grad ved Københavns Universitet (færdiggjort 2011).

## Karriere
Sofia Ribeiro startede sin karriere som researchassistent ved Centro de Oceanografia (CO) på Lissabon Universitet fra 2005 til 2007. I årene 2008 til 2011 tog hun sin ph.d.-grad, hvorefter hun blev ansat i en postdoc-stilling i GEUS og senere ved Lund Universitet. Efter sin postdoc blev hun i 2014 ansat i en forskerstilling i GEUS. August 2024 blev hun professor i arktisk klimaevolution ved GEUS.
Siden 2012 har Sofia Ribeiro været på fem videnskabelige ekspeditioner til Grønland og det omkringliggende hav.

## Hæder og bevillinger
I november 2017 blev hun tildelt prisen L'Oréal-UNESCO For Women in Science Awards for sine undersøgelser af ændringerne i det marine liv og havisdækket i Arktis i relation til klimaforandringerne.
I 2019 modtog hun en Sapere Aude-bevilling fra Danmarks Frie Forskningsfond på 6 mio. kroner for projektet Towards a blue Arctic Ocean: constraining the response of arctic marine ecosystems to chryosphere changes during the Holocene (2020-2024).
I 2014 modtog hun sammen med Simon Stisen en bevilling fra Villum Fonden på 10,7 mio. kr.